# Rahbeks Allé
 For alternative betydninger, se Rahbeks Allé (flertydig).
Rahbeks Allé er en gade på Frederiksberg og Vesterbro, som løber langs grænsen til Københavns Kommune. En af de ældste ejendomme i gaden, Bakkehuset, kan spore sin historie tilbage til 1600-tallet. Alléen var oprindeligt en del af landevejen til Roskilde. Enkelte ejendomme på sydsiden af gaden er en del af Vesterbro i København.

## Gadens udbredelse og navngivning
Gaden har sit udspring i Vesterbrogade og stiger op mod Søndermarken på Valby Bakke, men ender blindt i en blokade ved Bakkehuset. Efter blokaden kort før Kammasvej fortsætter gadeforløbet, der udmunder i Pile Allé og går over i Valby Langgade.
Vejforløbet er en del af den oprindelige landevej mellem København og Roskilde, men landevejen omlagdes i 1776 til nuværende Vesterbrogade / Roskildevej.
På en del af gadens sydlige side ligger kommunegrænsen sammen med kanten af gadeforløbet, således at de grunde, som er en del af det tidligere Kongens Bryghus, tilhører Københavns Kommune. Dermed giver gaden ligeledes adgang til ejendomme på Vesterbro.
Gaden er senere navngivet efter Kamma Rahbek og Knud Lyne Rahbek som besad Bakkehuset i 1800-tallet.

## Gadens forløb
Begyndende fra Vesterbrogade ligger på venstre side kontorhotellet Bings, tidl. Copenhagen Europe Center, som har til huse i det, som indtil 1987 var Bing & Grøndahls Porcelænsfabrik.
Herefter kommer på samme side bygningerne fra det tidligere Kongens Bryghus, som i dag er omdannet dels til erhverv i den store bygning og dels til beboelse i den tidligere Silo. Bag det efterfølgende rækværk ligger de resterende dele af den gamle bryghusgrund, som blev sammenlagt med naboen Carlsberg i forbindelse med fusionen af Carlsberg og De forenede Bryggerier i 1970.
Højre side (de lige numre) er dominerede af store etageejendomme.
Rahbekskolen havde til som nummer 4.
Længere fremme på venstre side ligger to daginstitutioner, som tidligere har været knyttet til Carlsberg.
Efter initiativ af lægen Jens Rasmussen Hübertz oprettede man Helbredelsesanstalt for idiotiske, svagsindige og epileptiske Børn paa Gamle Bakkehus ved Kjøbenhavn i det gamle Rahbekske hus og det var klar til at modtage børn den 15. november 1855.
I 1858 vedtog anstaltens bestyrelse at lade en større bygning opføre og de anmodede Ferdinand Meldahl om at være arkitekten.
Meldahls bygning, inspireret af den italienske renaissance, er nu nummer 21.
Institutionen er senere udflyttet til det nuværende Svaneparken og ejendommen blev overtaget af Carlsberg, som i en længere årrække brugte den til datterselskabet DanBrew.[kilde mangler]
Naboejendommen i nummer 23 er gadens mest kendte, Bakkehuset, hvor Kamma Rahbek og Knud Lyne Rahbek i 1800-tallet samlede Københavns kulturelite til soiréer. Bygningen huser nu Bakkehusmuseet.
Overfor ligger indkørslen til nummer 34, som udgøres af den gamle hovedbygning til Ny Bakkegaard opført i 1799 og ejet af statsminister C. C. Hall fra 1840-81.

## Kulturelle referencer
Johannes V. Jensens digt "Det lille Folk" om skolebørn knytter sig til Rahbeks Allé.
Første strofe lyder:
Til Skole vandrer i Rahbeks Allé

en morgenduelig, vakker Armé.
Da digtet blev udgivet den 21. april 1935 var det sammen med en tegning af Axel Nygaard.
Forfatteren boede på gaden fra 1923 til 1944,
— på femte sal i nummer 2D.

## Reference
1. 1 2  "Frederiksberg Kommunes hjemmeside med historiske oplysninger om Vesterbrogade og Rahbeks Allé". Arkiveret fra originalen 27. maj 2012. Hentet 27. maj 2012.
2. ↑  Frederiksberg Kommunes GIS system, zoomet til Rahbeks Allé
3. ↑  "Rahbekskolen".
4. 1 2  Nete Balslev Wingender (1. januar 1990), "»...Et præg af venlig alvor...«: Åndssvageanstalten Gl. Bakkehus", Fortid og Nutid, Wikidata  Q117840603
5. 1 2  Johannes V. Jensen (18. september 2006),  Anders Thyrring Andersen; Erik M. Christensen; Per Dahl; Aage Jørgensen (red.), Samlede Digte, Gyldendal, s. 451 (bind 1), 270 (bind 2), ISBN 978-87-02-02939-0, OL 16884143M, Wikidata  Q21996304
6. ↑  Leif Nedergaard (1993), Johannes V. Jensen, København: C.A. Reitzels Boghandel, s. 587, ISBN 978-87-7421-842-5, OL 1202241M, Wikidata  Q22299112

55°40′09″N 12°32′05″Ø / 55.66917°N 12.53472°Ø